# Oswald Mbuyiseni Mtshali
Oswald Mbuyiseni Mtshali (geboren 17. Januar 1940 in Vryheid, Natal, Südafrikanische Union) ist ein südafrikanischer Schriftsteller. Er schreibt in Englisch und in isiZulu. 

## Leben
Mbuyiseni Mtshali wuchs in Natal auf und besuchte dort eine Schule. Er arbeitete als Hilfsarbeiter und Kraftfahrer in Soweto. Mtshali studierte Journalismus an der Premier School of Journalism in South Africa (1969) und Pädagogik und Literatur in den USA und machte einen M.A. in kreativem Schreiben am Columbia University Teachers College. Er schrieb eine Dissertation an der Rhodes University. Ab 1972 arbeitete er als Journalist bei der Tageszeitung Rand Daily Mail. Ab 1980 arbeitete er als Lehrer und Fachbereichsleiter am Pace Commercial College in Soweto. 
Mtshali schrieb unter anderem für die Literaturzeitschriften New Coin, New Classic und The Purple Renoster. Sein erster, 1975 erschienener Lyrikband Sounds of a Cowhide Drum zeigt den Alltag der Apartheidgesellschaft mit den Augen der schwarzen Arbeiter. Das Vorwort zu dem Buch schrieb Nadine Gordimer. Das Buch wurde von den Apartheidsgegnern in der weißen südafrikanischen Gesellschaft positiv aufgenommen. Sein zweites Buch Fireflames wurde in Südafrika von der Zensur verboten und durfte dort erst 1986 verkauft werden. 
Mtshali erhielt 1973 einen Poetry International Award in London und 1974 den Olive Schreiner Prize der English Academy of South Africa. 

## Werke
- Sounds of a cowhide drum : poems. Vorwort Nadine Gordimer. Johannesburg : Renoster Books, 1971
- Fireflames. Pietermaritzburg : Shuter & Shooter, 1980
- Give Us a Break: Diaries of a Group of Soweto Children : a collection of anecdotes, episodes, incidents, events and experiences of a group of school children from Pace College, Soweto. Johannesburg : Skotaville Publishers, 1988